# Epidesma klagesi
Epidesma klagesi là một loài bướm đêm thuộc phân họ Arctiinae, họ Erebidae.